# Министерство инноваций, промышленности, науки и исследований Австралии
Министерство инноваций, промышленности, науки и исследований Австралии отвечает за рост австралийской промышленности и достижения в области науки и исследований.

## Обязанности
- Производство и торговля, в том числе промышленность и развитие рынка
- Разработка инновационной политики в области промышленности и распространение технологий
- Содействие промышленным исследованиям и коммерциализации
- Биотехнологии, за исключением регулирования генной технологии
- Экспорт услуг
- Маркетинг, включая стимулирование экспорта, обрабатывающей промышленности и услуг
- Привлечение инвестиций
- Улучшение предприятий
- Строительная промышленность
- Малый бизнес
- Содействие развитию сферы услуг в целом
- Поощрение индустриализации
- Торговые марки, права селекционеров и патенты на изобретения и конструкции
- Маркировка страны-производителя
- Система мер и стандартов единиц измерения
- Аналитические лабораторные услуги
- Научная политика
- Поощрение совместных исследований в области науки и технологий
- Координация исследований в области политики
- Коммерциализация и использование государственных научно-исследовательского сектора, связанных с портфелем программ учреждения
- Гранты и стипендии
- Информационные и коммуникационные технологии развития отрасли